# Tuckerella
Tuckerella is een geslacht van mijten en is het enige geslacht in de familie Tuckerellidae. De mijten leven van planten en zijn een plaag in de tropen. Ze richten voornamelijk schade aan op citrusfruit.

## Soorten
- Tuckerella anommata Smith-Meyer & Ueckermann, 1997 (Zuid-Afrika)
- Tuckerella channabasavannai Mallik & Kumar, 1992 (gastheer: Saraca indica; Andhra Pradesh)
- Tuckerella eloisae Servin & Otero, 1989 (gastheer: Fouquieria diguetii; Mexico)
- Tuckerella filipina Corpuz-Raros, 2001 (parasiet van Hydnocarpus anthelmintica; Filipijnen)
- Tuckerella hainanensis Lin & Fu, 1997 (gastheer: Coffea arabica; Hainan)
- Tuckerella jianfengensis Lin & Fu, 1997 (gastheer: Annona muricata; Jianfengling)
- Tuckerella kumaonensis Gupta, 1979 (India)
- Tuckerella litoralis Collyer, 1969
- Tuckerella nilotica Zaher & Rasmy, 1970
- Tuckerella ornatus (Tucker, 1926)
- Tuckerella xiamenensis Lin, 1982 (gastheer: Manilkara zapota)
- Tuckerella xinglongensis Lin-Yanmou & Fu-Yuegua, 1997 (host: Polyscias fruticosa var. plumata (Araliaceae), Hainan)